# Symfonie nr. 3 (Beethoven)

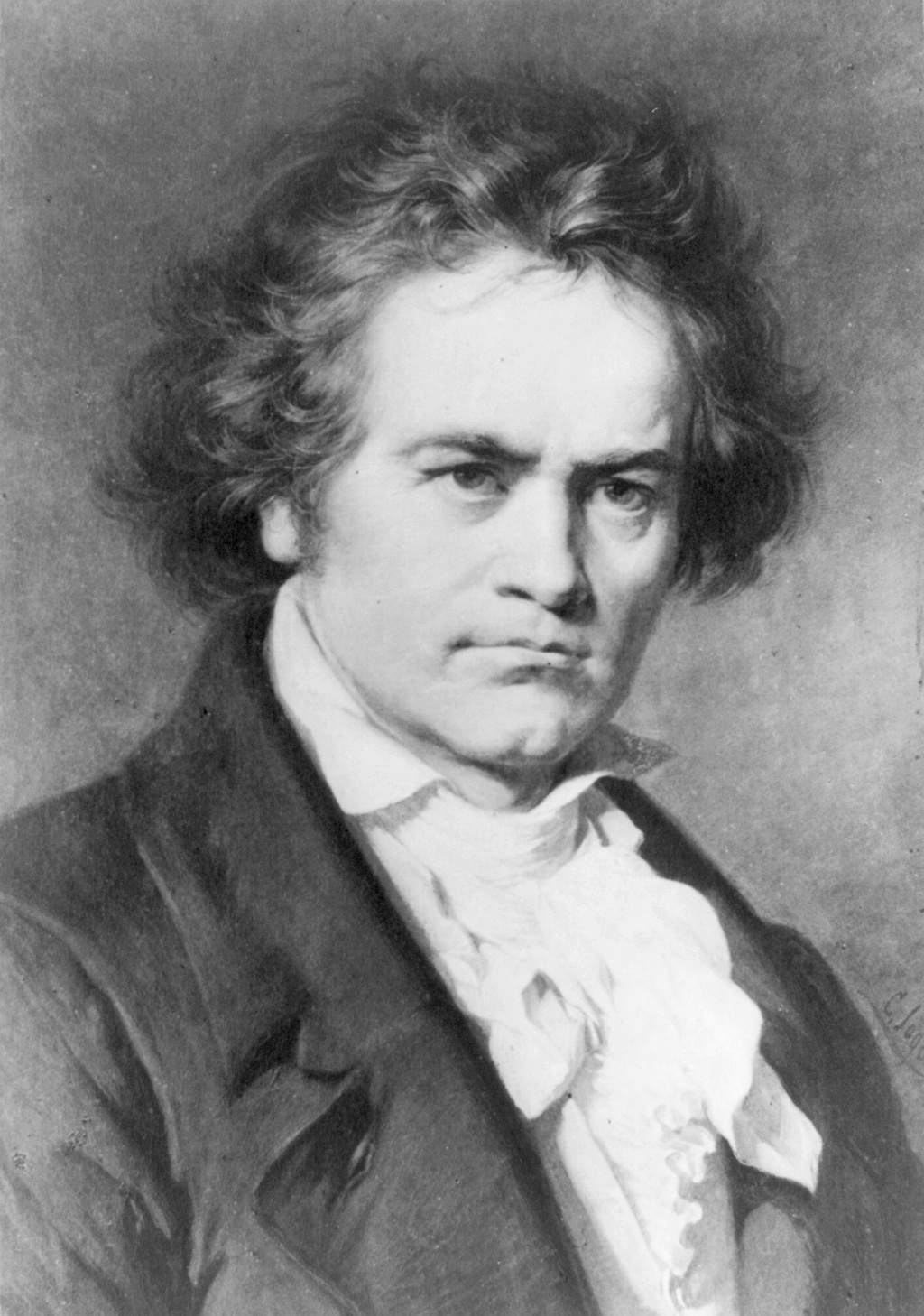
Ludwig van Beethoven

De 3e Symfonie in Es-groot opus 55 (ook wel de Eroïca, de 'heroïsche' genoemd) van Ludwig van Beethoven ontstond in 1803/1804.
Beethoven schreef de symfonie ter ere van Napoleon Bonaparte. Beethoven heeft ook met het idee gespeeld de symfonie derhalve de "Bonapartesymfonie" te noemen. Toen Napoleon zichzelf in mei 1804 tot keizer van Frankrijk uitriep, kraste Beethoven de naam van Napoleon zo heftig van het titelblad dat daarin een gat achterbleef (zie afbeelding hiernaast) en veranderde de opdracht in "Sinfonia Eroica, composta per festeggiare il sovvenire di un grand' Uomo" (Heroische symfonie, gecomponeerd om de herinnering te vieren aan een groot Man).
Het werk is opgedragen aan vorst Franz Joseph Maximilian von Lobkowitz. De eerste uitvoering vond plaats in Wenen op 7 april 1805.
Muzikaal gezien markeert deze symfonie het einde van het classicisme en het begin van de romantiek.

## Instrumentatie
De bezetting van de symfonie is 2 fluiten, 2 hobo's, 2 klarinetten in Bes, 2 fagotten, 3 hoorns in Es en C, 2 trompetten in Es en C, pauken en strijkers.

## Delen
De symfonie is uit 4 delen opgebouwd:
| 1. | Allegro con brio             |  |
| 2. | Marcia funebre: Adagio assai |  |
| 3. | Scherzo: Allegro vivace      |  |
| 4. | Finale: Allegro molto        |  |

De duur varieert van 40 tot 60 minuten, met een gemiddelde van circa 50 minuten. In het eerste deel geeft Beethoven aan dat de expositie herhaald moet worden. Deze herhaling werd in veel uitvoeringen tot de jaren 50 weggelaten, maar wordt tegenwoordig meestal wel weer gespeeld. In 1805 schreef de recensent van de Allgemeine musikalische Zeitung: [....] De symfonie - die een volledig uur duurt - zou er echter oneindig veel baat bij hebben wanneer Beethoven zou beslissen haar in te korten en in het geheel meer licht, klaarheid en structuur aan te brengen [....] 
1 in C · 2 in D · 3 in Es (Eroica) · 4 in Bes · 5 in c (Noodlot) · 6 in F (Pastorale) · 7 in A · 8 in F · 9 in d (Koorsymfonie)

Hypothetisch: Nr. 10 in Es